# Johannes Beermann
Johannes Beermann, né le 17 novembre 1960 à Emsdetten, est un homme politique allemand membre de l'Union chrétienne-démocrate d'Allemagne (CDU).
Après avoir été secrétaire d'État du gouvernement du Land de Brême à la fin des années 1990, il est nommé secrétaire d'État et délégué du gouvernement régional de Hesse auprès du gouvernement fédéral en 1999. Il renonce à ce poste en 2003, devenant cinq ans plus tard chef de la chancellerie régionale de Saxe. Il cumule ce portefeuille avec celui de ministre des Affaires fédérales jusqu'en 2009.

## Éléments personnels

### Formation et carrière
Après avoir passé son Abitur, il accomplit des études supérieures de droit à l'université Louis-et-Maximilien de Munich, où il obtient son premier diplôme juridique d'État en 1985, et le second trois ans plus tard. En 1990, il reçoit un doctorat de l'université Wilhelm de Westphalie de Münster.
Il a par la suite exercé la profession d'avocat à Berlin, au sein du cabinet Rödl, Enneking & Partner, filiale de l'important cabinet Rödl & Partner de Nuremberg. Il a cessé toute activité professionnelle en 2008.
Il a en outre représenté le Land de Brême au conseil de surveillance de la Zweites Deutsches Fernsehen (ZDF), deuxième chaîne publique allemande, entre 1996 et 1999, et y siège à nouveau à partir de 2008, comme délégué de Saxe.

### Vie privée
Il est marié, père de deux fils et d'une fille. Il partage sa résidence entre Berlin et Dresde.

## Vie politique
En 1995, il est nommé secrétaire d'État du sénat du Land de Brême, alors dirigé par le social-démocrate Henning Scherf dans le cadre d'une grande coalition, puis devient quatre ans plus tard délégué du Land de Hesse auprès du gouvernement fédéral, avec rang de secrétaire d'État, dans la coalition noire-jaune de Roland Koch. Il doit cependant renoncer à la fin de son mandat, en 2003.
Johannes Beermann revient à la vie politique le 18 juin 2008, avec sa nomination aux postes de chef de la chancellerie régionale et ministre des Affaires fédérales et européennes de Saxe dans la grande coalition dirigée par le chrétien-démocrate Stanislaw Tillich. Il est maintenu à la tête de la chancellerie, mais perd son portefeuille ministériel, dans le cadre de la nouvelle coalition noire-jaune formée le 30 septembre 2009.